# Triploechus luridus
Triploechus luridus är en tvåvingeart som beskrevs av Hall 1975. Triploechus luridus ingår i släktet Triploechus och familjen svävflugor.
Artens utbredningsområde är Kalifornien. Inga underarter finns listade i Catalogue of Life.